# Stefan Wisniewski
Stefan Wisniweski (n. 8 aprilie 1953, Klosterreichenbach⁠(d), Republica Federală Germania, Germania) este un fost membru al organizației teroriste Rote Armee Fraktion.
A intrat în ilegalitate în 1974 după moartea lui Holger Meins. A jucat un rol important la răpirea și asasinarea lui Hanns-Martin Schleyer, rol pentru care a fost condamnat la închisoare pe viață. Este suspectat și în asasinarea lui Siegfried Buback.
A fost eliberat condiționat din închisoare în 1999.